# Creag nan Damh
Der Creag nan Damh ist ein 918 m (3.012 ft) hoher, als Munro und Marilyn eingestufter Berg in Schottland.  Er liegt in der Council Area Highland in den Northwest Highlands in der weitläufigen Berglandschaft zwischen Loch Cluanie und Loch Quoich, etwa 35 Kilometer nordwestlich von Fort William. In der Bergkette der South Glen Shiel Ridge südlich von Glen Shiel in Kintail ist er der niedrigste und westlichste von insgesamt sieben Munros. Sein gälischer Name kann in etwa mit Fels der Hirsche übersetzt werden.
Die South Glen Shiel Ridge erstreckt sich über etwa 14 Kilometer südlich des Glen Shiel vom Tal des Allt Mhàlagain, einem Zufluss des River Shiel, bis südlich von Loch Cluanie. Nach Norden wird die Bergkette vom Glen Shiel begrenzt, nach Süden von Glen Quoich, einem durch den Wester Glen Quoich Burn und den Easter Glen Quoich Burn durchflossenen Tal, sowie dem nur durch eine niedrige Wasserscheide getrennten Tal des River Loyne bis zum Beginn von Loch Loyne. Während die Südseite der Bergkette durchgängig steile und abweisende Grashänge aufweist, die nur durch einzelne Wasserläufe unterbrochen werden, ist die Nordseite deutlich mehr von felsigen Strukturen geprägt. Auf dieser Seite weist die Bergkette eine Anzahl nach Norden führender Grate auf, zwischen denen sich große und steile Corries vom Hauptgrat bis fast auf den Talboden erstrecken. Der Creag nan Damh ist der westlichste Munro der Bergkette und ist im Vergleich mit den meisten anderen Gipfeln der South Glen Shiel Ridge ein wenig auffälliger Berg. Vom durch einen Cairn markierten Gipfel führen – abgesehen vom Hauptgrat der South Glen Shiel Ridge in Ost-West-Richtung – je ein Grat nach Nordosten und nach Nordwesten. Der Nordostgrat spaltet sich in zwei Arme auf, der Nordwestgrat endet im 755 m (2.477 ft) hohen Vorgipfel Sgùrr a’ Chuilinn. Vom Gipfel ausgehend senkt sich der Hauptgrat bis auf den auf rund 730 m Höhe liegenden Bealach Duibh Leac, an sich der 885 m (2.904 ft) hohe Sgùrr a’ Bhac Chaolais anschließt, der westlichste Gipfel der South Glen Shiel Ridge, der aufgrund seiner geringeren Höhe jedoch lediglich als Corbett-Top eingestuft ist und das Ende der Bergkette darstellt. Nach Westen schließt sich der 946 m (3.104 ft) hohe Sgùrr na Sgine  an, der nicht mehr zur South Glen Shiel Ridge  gerechnet wird. Östlich des Creag nan Damh führt der Hauptgrat über den Bealach Fraoch Choire zum 896 m (2.940 ft) hohen Sgùrr Beag, der als Vorgipfel dem 1.004 m (3.294 ft) hohen Sgùrr an Lochain zugeordnet ist, dem weiter östlich liegenden nächsten Munro der South Glen Shiel Ridge. In diesem Bereich führt ein alter Steinwall entlang des Grats. Zwischen dem Nordgrat des Sgùrr Beag und dem Nordostgrat des Creag nan Damh öffnet sich das Am Fraoch-choire in das Glen Shiel.

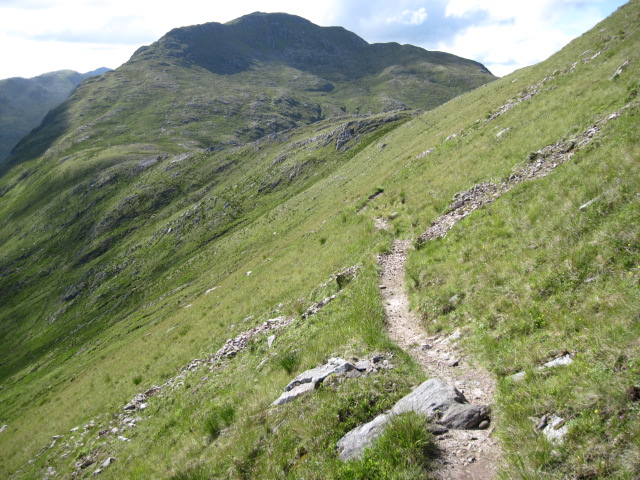
In der Südflanke des Sgùrr Beag, Blick nach Westen zum Creag nan Damh
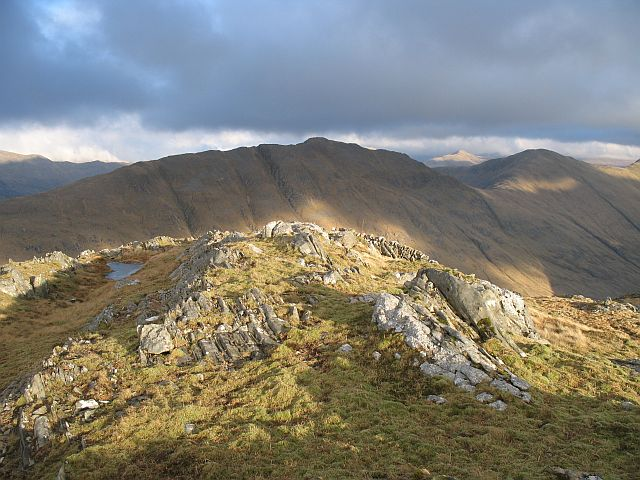
Blick vom Cadha nam Bò Ruadh auf der Südseite von Glen Quoich zum Creag nan Damh
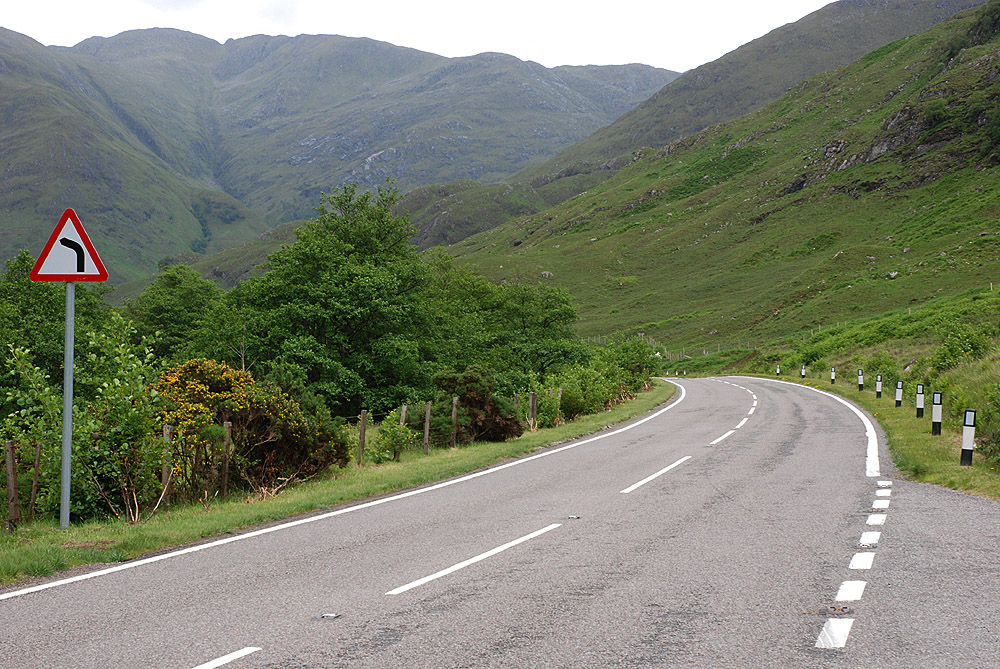
Kurve der A87 im Glen Shiel, links oberhalb die Nordseite des Creag nan Damh
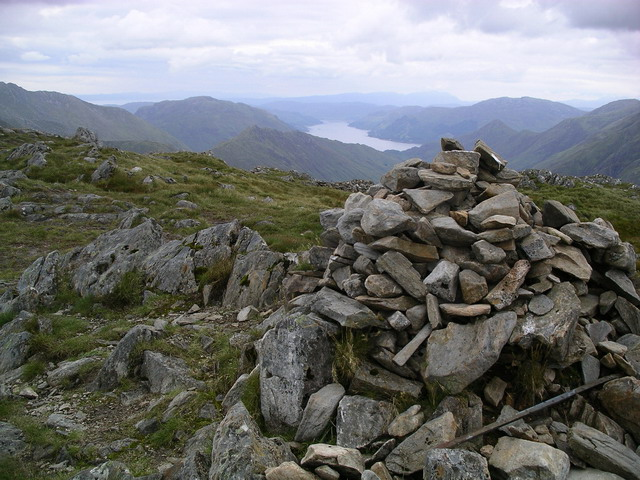
Der Gipfelcairn des Sgùrr an Lochain, im Hintergrund Loch Duich

Eine Besteigung des Creag nan Damh ist sowohl isoliert als auch im Zuge einer Überschreitung der South Glen Shiel Ridge möglich, letzteres ist die von Munro-Baggern bevorzugte Variante. Die Überschreitung kann sowohl von Westen, beginnend mit dem Creag nan Damh, als auch von Osten, beginnend mit dem 946 m (3.104 ft) hohen Creag a’ Mhaim, unternommen werden. Ausgangspunkt im Osten ist der Cluanie Inn an der A87 am Ostende von Loch Cluanie, im Westen die Malagan Bridge an der A87. Von der Malagan Bridge aus kann der Creag nan Damh sowohl westlich über einen zum Bealach Duibh Leac führenden Jagdpfad wie auch östlich durch das Am Fraoch-choire erreicht werden. Aus dem Glen Quoich auf der Südseite führt ein Jagdpfad durch die steile Südflanke zum Bealach Fraoch Choire und auf die South Glen Shiel Ridge.